# گورودتس
شهر گورودتس (به روسی: Городец) در کشور روسیه و در اوبلاست نیژنی نووگورود واقع شده‌است.